# 徐佐
徐佐（1965年10月—），湖北大悟人，汉族，中国共产党党员。中华人民共和国政治人物、第十三、第十四届全国人民代表大会河北地区代表。曾任中信集团有限公司党委委员、副总经理，总工程师。

## 生平
2018年2月24日，当选为第十三届全国人大代表。2023年1月15日，当选为第十四届全国人大代表。2024年7月25日，因涉嫌严重违纪违法被罢免全国人大代表职务。12月12日，中央纪委国家监委决定给予其开除党籍开除公职处分，收缴其违纪违法所得，移送检察机关依法审查起诉。2025年1月，辽宁省人民检察院依法以涉嫌受贿罪、非法经营同类营业罪对其作出逮捕决定。4月14日，经最高人民检察院指定，徐佐涉嫌受贿、非法经营同类营业案由辽宁省沈阳市人民检察院向沈阳市中级人民法院提起公诉。